# Джордж Бидъл Еъри
Вижте пояснителната страница за други личности с името Еъри.
Сър Джордж Бидъл Еъри (на английски: Sir George Biddell Airy), среща се също и като Ейри, е английски астроном и математик, заемал най-високата длъжност в Кралското астрономическо дружество от 1835 до 1881 година.
Негова е заслугата за установяване на Гринуич като главен меридиан. Той е откривател и на оптични лещи, които коригират астигматизъм. През 1834 г. първи разработва теория за дифракцията на светлината в обективите на телескопите и предсказва  ефекта, известен днес като „диск на Ейри“. Репутацията му на кралски астроном е засенчена от обвинението, че поради неговото бездействие Англия пропуска възможността първа да открие планетата Нептун.

## Биография
Роден е на 17 юли 1801 година в Алник, Англия, в семейството на Уилям Еъри и Ан Бидел. Завършва училището Колчестър Грамар и Тринити Колидж в Кеймбридж. Работи в Кеймбриджкия университет и Британското кралско научно дружество, а от 1826 година е Лукасов професор. През юни 1835 е назначен за кралски астроном и започва дългата си кариера в Националната обсерватория.
През юли 1824 година Еъри среща Ричарда Смит (1804 – 1875) докато се разхожда в Дербишир. По-късно той пише: „Очите ни се срещнаха ... и моята съдба беше запечатана ... Усетих неустоимо, че ние трябва да бъдем заедно“. Два дни след срещата им той ѝ предлага брак. Женят се през 1830 година и имат 9 деца.
Еъри се пенсионира през 1881 г. и живее с двете си омъжени дъщери близо до Гринуич. През 1891 г., претърпява падане, от което получава вътрешна травма. Опериран е, но няколко дни след това на 2 януари 1892 година умира. Погребан е в църквата „Сейнт Мери“ в Плейфорд, Съфолк, заедно със съпругата му и три от починалите му деца.
На 17 юни 1872 година получава рицарско звание.

## Любопитни факти
- Марсианският кратер Еъри носи неговото име.[5]. В този кратер има по-малък, наречен Еъри-0, който определя главния меридиан на тази планета.[6]
- Съществува и кратер на Луната, който също е кръстен на негово име.[7]

## По-важни трудове
Сър Еъри написва 518 научни труда, като най-важните са:
- Airy, G. B. (1826) Mathematical Tracts on Physical Astronomy;
- (1828) On the Lunar Theory, The Figure of the Earth, Precession and Nutation, and Calculus of Variations, to which, in the second edition of 1828, were added tracts on the Planetary Theory and the Undulatory Theory of Light;
- (1839) Experiments on Iron-built Ships, instituted for the purpose of discovering a correction for the deviation of the Compass produced-by the Iron of the Ships; and
- (1861) On the Algebraic and Numerical Theory of Errors of Observations and the Combination of Observations.